# Lauri Niinistö
Lauri Salomon Niinistö, född 1 oktober 1941 i Helsingfors, död 28 februari 2024 i Vanda, var en finländsk kemiingenjör.
Niinistö blev student 1961, diplomingenjör 1968, teknologie licentiat 1971 och teknologie doktor vid Tekniska högskolan i Helsingfors 1973. Han var assistent 1967–1973, speciallärare 1969–1973, tillförordnad professor 1973–1974 och 1975–1977, tillförordnad biträdande professor 1974–1975 och professor i oorganisk kemi från 1977, allt vid Tekniska högskolan i Helsingfors. Han var gästforskare vid Stockholms universitet 1971–1972.